# (33183) 1998 FA28
1998 FA28 (asteroide 33183) é um asteroide da cintura principal. Possui uma excentricidade de 0.02982700 e uma inclinação de 3.25994º.
Este asteroide foi descoberto no dia 20 de março de 1998 por LINEAR em Socorro.